# Dave Pegg
Dave Pegg (ur. 2 listopada 1947 w Birmingham) – basista angielski.
Jest jednym z najwybitniejszych brytyjskich basistów folkrockowych. Jako zawodowy muzyk karierę rozpoczął w połowie lat sześćdziesiątych, grając na gitarze w lokalnych zespołach w Birmingham. Po raz pierwszy jako basista występował w zespole The Ian Campbell Folk Group. Tam też poznał Dave’a Swarbricka, skrzypka, który od początku 1969 występował w zespole Fairport Convention. Namówiony przez Swarbricka przyłączył się do zespołu na początku 1970, zastępując jego założyciela, basistę Ashleya Hutchingsa, który opuścił zespół, by założyć folkrockową formację Steeleye Span. Od tego czasu Pegg jest nieprzerwanie muzykiem Fairport Convention.
Gdy zespół Fairport Convention rozpadł się na 6 lat w 1979, Pegg dołączył jako basista do rockowego zespołu Jethro Tull, występując jako jego członek do 1995. W 1985 Fairport Convention odnowiło działalność, z Peggiem jako basistą, który przez kolejne 10 lat był członkiem obu zespołów. W 1987 zespół Jethro Tull pojechał w trasę koncertową po Stanach Zjednoczonych z Fairport Convention jako zespołem towarzyszącym, a Pegg występował na każdym koncercie zarówno jako członek jednego, jak i drugiego zespołu.
Oprócz gitary basowej Pegg, zarówno na nagraniach, jak i podczas koncertów, często wykorzystuje mandolinę.
Od 1979 Pegg organizuje coroczny festiwal folkrockowy w Cropredy (do 2004 jako „Cropredy Festival” wraz z żoną Christine, współpracę z żoną zakończył w związku z rozpadem małżeństwa; od 2005 organizacją zajmuje się cały zespół Fairport Convention, a festiwal nosi nazwę „Fairport’s Cropredy Convention”).
Dave Pegg na stałe mieszka w Banbury, w hrabstwie Oxfordshire w Anglii. Ma córkę Stephanie, która pracuje jako konsultant PR, oraz syna Matta Pegga, również basistę, który występował jako członek między innymi Jethro Tull (1991) oraz Procol Harum (od 2003).